# Złoczew
Złoczew là một thị trấn thuộc huyện Sieradzki, tỉnh Łódźkie ở trung tâm Ba Lan. Thị trấn có diện tích 14 km². Đến ngày 1 tháng 1 năm 2011, dân số của thị trấn là 3449 người và mật độ 250 người/km².